# Jenny (film fra 1977)
 For alternative betydninger, se Jenny (flertydig). (Se også artikler, som begynder med Jenny)
Jenny er en dansk dokumentarfilm fra 1977, skrevet og instrueret af Jon Bang Carlsen.

## Handling
Portrætfilm om den 76 år gamle Jenny Jespersen fra Bovbjerg ved den jyske vestkyst. Hun har en nøgtern indstilling til livet og en kristen tro. "Et menneske uden tro er som en fugl uden vinger", siger hun. I en poetisk tone skildrer filmen ikke alene den stærke kvinde og hendes hverdag, men også landskaberne i denne særegne egn.